# Kontrast (Band)
Kontrast ist ein Musikprojekt, das bis 1999 noch unter dem Namen ISECS agierte. Ihr Stil lässt sich mit den Begriffen Elektropop und Minimal Electro charakterisieren.

## Geschichte
1992 wurde ISECS (später Kontrast) von Dirk Heinrich, Roberto Lindner und Tobias Messias gegründet.
In diesem Jahre veröffentlichten sie das Tonband mit dem Namen The Missing Link with the Key to Your Heart in einer sehr kleinen Auflage.
1994 verließ Tobias Messias die Band und es wurde die erste Demoversion von Einheitsschritt veröffentlicht.
1995 stieß Falko Heinbokel zur Band, der noch heute Mitglied ist.
Ebenso wurde das Musikalbum EKM als Tonband und Compact Disc im Eigenvertrieb veröffentlicht.
Ihr Live-Debüt fand im Oktober in der Diskothek „Spot“ in Kassel statt.
1996 fand Holger Heinrich, der Bruder von Mitbegründer Dirk Heinrich, den Weg in die Band.
Ebenfalls wurde Elektronische Körper-Musik? als Eigenvertrieb veröffentlicht.
1997 wurde das Raritäten-Tonband Da lacht die schwarze Koralle … veröffentlicht.
1998 erschien ein „Best of“-Tonband mit dem Namen Tod … find’ ich gut!.
Durch ihre Erfolge waren sie unter anderem Vorgruppe für Funker Vogt aus Hameln und Joachim Witt.
Die steigende Bekanntheit verhalf ihnen zu einigen Interviews in angesehenen Magazinen.
In diesem Jahr widmeten sich die Mitglieder auch verschiedenen anderen Projekten.
- Dirk Heinrich und Roberto Lindner kümmerten sich um das Prokjekt TRANSISTOR und spielten Material für ein Album ein.
- Roberto Lindner kreierte sein Projekt TRINITY 5.
- Falko Heinbokel wurde für die Gruppe AUTUMN SKYS tätig.

1999 TRANSISTOR: Transmission 001 wurde als Demo Tonband veröffentlicht, und das Stück Chrom erschien auf einem Sampler.
1999 ISECS: Die Band änderte ihren Namen in „Kontrast“. Unter diesem Namen spielten sie im Mai im Vorprogramm von Clan of Xymox ihr erstes Konzert. Auf dem Musiklabel MyraMusic sollte die Maxi-CD von Einheitsschritt erscheinen, die jedoch kurz vor der Veröffentlichung zurückgezogen wurde. Nur wenige Promo-Exemplare gelangten in Umlauf.
2000 gab es einige gut besuchte Konzerte mit Künstlern wie Psyche und Welle: Erdball, ansonsten stand die Arbeit an dem Album Klang der Zukunft an erster Stelle.
2001 entschied sich Holger Heinrich, die Band zu verlassen. Es erfolgte die Trennung vom Label MyraMusic.
2002 war das Jahr des zehnjährigen Bestehens. In diesem Jahr spielten Kontrast mit Bands wie KiEw, den Crüxshadows und der Band Untoten aus Berlin. Das Stück Tod … find’ ich gut! wurde als Relaunch auf einer Compilation veröffentlicht.
Das Album Kontrast: Programm wurde unter dem Label UpSolution veröffentlicht und es folgten bundesweite Release-Partys, gefolgt von Interviews bei in der Schwarzen Szene bekannten Magazinen.
In diesem Jahre war Katrin Möller alias Nebelgeist das erste Mal als Gastsängerin vertreten.
2003 erschien die Maxi-CD Versprochen?, begleitet von vielen Konzerten zusammen mit Katrin Möller (Nebelgeist), unter anderem in der Schweiz.
2004 folgte ein weiteres Album mit dem Namen Industrie <> Romantik, wiederum auf dem Label UpSolution.
Im Jahr 2006 wurde Lexi, der zuvor als Berater, Web-Designer, Bühnentechniker und Produzent bereits sehr eng involviert war, festes Bandmitglied.
2007 wurde die CD-Maxi 80er Jahre im Eigenvertrieb veröffentlicht. Am 24. Oktober 2008 erschien das dritte Kontrast-Album Vision und Tradition auf dem Label Danse Macabre-Records. Das Album erreichte die Top 10 der Deutschen Alternative Charts sowie Platz 1 der German Electronic Web Charts. Auch der Song Durchbruch kam bis auf Platz 1 der German Electronic Web Charts. Ein Fan-Video zu dem Song Für immer vorbei erreichte mehr als 500.000 Aufrufe bei YouTube.
Nach fünfjähriger Pause veröffentlichten Kontrast 2013 die Maxi Liebe light im Eigenvertrieb – jedoch nicht als CD, sondern als streng limitierten USB-Stick. Katrin Möller (Nebelgeist) war inzwischen fest in die Band aufgenommen worden, während Lexi nicht mehr dabei war.
Im Oktober 2014 erschienen die Download-Single John Maynard, eine Vertonung der gleichnamigen Ballade von Theodor Fontane, sowie das vierte Album Balance, wiederum bei Danse Macabre-Records. Beide Veröffentlichungen erreichen hohe Chartplatzierungen in den Deutschen Alternativ Charts und den German Electronic Web Charts.

## Diskografie

### Alben
- 1995/96: Elektronische Körper-Musik? (Album, als ISECS)
- 1999: Transmission 001 (Album, als Transistor)
- 2002: Programm (Album)
- 2004: Industrie <> Romantik (Album)
- 2008: Vision und Tradition (Album)
- 2014: Balance (Album)
- 2019: Unaufhaltsam (Album)
- 2022: Programm (Album)

### Sonstiges
- 1995: The Missing Link With The Key To Your Heart (Tonband, als ISECS)
- 1997: Da lacht die schwarze Koralle (Tonband, als ISECS)
- 1997: Tod ... find' ich gut! (Tonband, als ISECS)
- 2000: Einheitsschritt 2000 (Maxi-CD)
- 2003: Versprochen? (Maxi-CD)
- 2007: 80er Jahre (Maxi-CD)
- 2013: Liebe light (Maxi)
- 2014: John Maynard (Maxi)
- 2019: John Schehr und Genossen (Maxi)
- 2019: Plänterwald (Maxi)
- 2019: Nachtclub (Maxi)
- 2020: Der Sarkophag (ltd. Maxi)